# 白環劍紋夜蛾
白環劍紋夜蛾（学名：Acronicta albistigma）为夜蛾科劍紋夜蛾屬下的一个种。